# Mythic
Pour les articles ayant des titres homophones, voir Meetic et Mythique.
Mythic, de son vrai nom Jean-Claude Smit-le-Bénédicte, né le 10 juillet 1947 à Uccle (région de Bruxelles-Capitale), est un graphiste, romancier, nouvelliste, auteur de théâtre et scénariste de bande dessinée belge. Il utilise également les pseudonymes Jean-Claude Hyrayem et Jean-Sébastien Forst.

## Biographie

### Les débuts
Jean-Claude Smit-le-Bénédicte naît le 10 juillet 1947 à Uccle, une commune bruxelloise. Il commence à travailler comme scénographe et costumier pour un théâtre pour enfants, avant de se lancer dans une carrière d'illustrateur. Il participe à de nombreuses expositions en Belgique et à l'étranger. Smit-le-Bénédicte apparaît fréquemment comme animateur et organisateur de congrès de science-fiction et de fantastique,.
En 1973, il publie sa première interview (Maurice Tillieux) dans Curiosity Magazine no 3 des Éditions Michel Deligne. Il réalise ses premières pages de BD avec le dessinateur André Benn dans des magazines comme Curiosity Magazine et Junior.

### Spirou
En 1974, après avoir rencontré Thierry Martens, il publie comme scénariste une carte blanche dans Spirou. D'autres créations suivront dans ce même journal, il écrit deux courts récits avec Marc Hardy : L'Île Bleue et Safari Zoo, avant que les deux hommes ne se lancent dans leur série policière humoristique : Garonne et Guitare,, La Croisière fantastique (avec Rosiński), une série à l'approche plus poétique, Jason, Guduk et Cie (avec Didier Conrad), une série fantastique, de 1978 à 1979. Mythic écrit un épisode de la bande dessinée d'action violente Archie Cash (Le Chevalier de la Morte Verte, 1983), une série dessinée par Malik et créée à l'origine par Jean-Marie Brouyère. Sous son propre nom, Smit-le-Bénédicte a écrit quelques récits pour la bande dessinée policière d'Arthur Piroton Jess Long (1990-1991).

### Tintin
En 1975, il fait son entrée au journal Tintin en scénarisant un récit pour André Benn. Pour cette même publication, il prend la suite de Jean Dufaux sur la série médiévale Le Jeune Renaudin (1988-1989) avec Bruno Di Sano et il imagine aussi les scénarios comiques du Gowap avec Midam (1993) puis avec Curd Ridel pour une série d'albums aux Éditions du Lombard (1996-2005). Pour la même maison d'édition, il écrit quelques gags et courts récits dans les numéros 3 et 4 de Jet en 1990. Avec le co-scénariste Terence et sous le pseudonyme de « Jean-Claude Smit », il développe la bande dessinée d'aventures érotiques Aryanne (1986-1991), dessinée par Michel Guillou et publiée directement en format album par Magic Strip puis Loempia. Pour ce dernier éditeur, il développe avec Bernard Linssen la bande dessinée d'action inspirée de La Planète des singes Chroniques Gorilles (1990-1991).
Parallèlement, il se lance également dans l'écriture en publiant les romans Les Mondes Non-Mobiles (1978), Rêveries Impassibles (1982), Délicatesse Mortelle (1989) et Les Légions du Néant (1998).

### François Walthéry et autres collaborations
Mythic a aussi écrit deux Natacha pour François Walthéry : Cauchemirage (1989) et (Le Regard du passé, 2010) coécrit avec Yves Varende. En 1993, il crée le personnage de flic féminin Rubine avec Walthéry et Dragan De Lazare dans Hello Bédéen prenant soin que le scénario soit adapté au style du dessinateur, les albums sont publiés au Lombard. Il travaille avec Walthéry et Bruno Di Sano sur la série érotique Dans La peau d'une femme (2001-2005) pour P & T Productions/Joker Éditions. Dans le même registre et pour le même éditeur, il écrit des scénarios pour Alys et Vicky avec Bruno Di Sano, (1997-1999) et des gags pour Les Saintes-Nitouches d'Édouard Aidans et Les plus courtes sont les meilleures de Josep Marti. À la suite du décès prématuré du scénariste Pascal Renard, il prend en charge l'écriture de la série policière d'espionnage Alpha (1998-2007) à partir du troisième album. Il écrit huit albums dans la collection « Troisième Vague » avant que le dessinateur Youri Jigounov ne commence à écrire ses propres histoires. En 2003, Mythic inaugure la collection « Polyptyque » du Lombard avec Halloween Blues (2003-2009), une série policière surnaturelle dessinée par Kas.
En 2005, le Gowap fait son apparition dans Le Journal de Mickey sous le crayon de Curd Ridel.

### Autres activités
Depuis 2006, Mythic travaille comme scénariste pour des productions théâtrales en collaboration avec l'acteur et metteur en scène Hugo Rezeda. Plusieurs de ses pièces sont jouées en Belgique et en France, telles que Ma Vie d'Artiste ?, Couvre-feu, Le Cabot, Panique à l'Hôtel de Ville, Joyeux Noël, Bordel ! et C'est complet !. Depuis 2010, il gère la partie graphique du Centre d'Art d'Ixelles et du Kraken Metal Rock Fest. Il est également responsable des graphismes liés au groupe de metal gothique belge Azylya, dont sa fille Jamie-Lee est chanteuse. En 2020, il est membre de la Chambre belge des experts en bande dessinée.
Parallèlement à ces activités, il commence à écrire, d’abord des recueils de nouvelles, ensuite des romans sous la direction successive de Jean Lhassa, Frank Andriat et Thierry Martens. Par après, il se consacre principalement à l'écriture de romans, populaires ou policiers, et de nouvelles fantastiques. Pendant les années 1980, il produit des romans et recueils de nouvelles avec Frank Andriat (Le cycle Dogston H. Juge chez Glénat, Mémor et Fleuve Noir) et Jean Lhassa Maasterstein, Lion-Saint-Pierre, Le Marchand de souvenirs… aux Presses du centre d'Art d'Ixelles). 

### Vie privée
En février 2009, le brainois Mythic a son quartier général dans un fast-food de Waterloo. Le 7 juin 2020, il est considéré comme une célébrité de sa commune. Le 7 avril 2021, Mythic demeure toujours à Braine-l'Alleud. Il a une fille chanteuse, Jamie-Lee Smit.

## Postérité
Selon Patrick Gaumer, Mythic s'impose comme un des principaux scénaristes de la bande dessinée classique franco-belge.  
Pour le journaliste et scénariste Jean-Laurent Truc : 

« Mythic est quant à lui un scénariste qui préfère mélanger les genres. Humour avec Curd Ridel pour Le Gowap mais polar fantastique avec Halloween Blues et thriller avec Alpha ou Rubine. Mythic sait faire rire et frémir. »

## Œuvres

### Dessins animés
Odec Kid Cartoons, TF1 et la Chine ont réalisé 52 dessins animés de 13 minutes du Gowap. Seize de ces dessins animés ont été regroupés sur quatre DVD : Bébé Gowap, Interdit au Gowap, Le Gowap fait sa pub, Gowap un jour, Gowap pour toujours!.

## Prix et récompenses
- 1986 :  prix du meilleur scénario décerné par la Chambre belge des experts en bande dessinée pour Aryanne avec Terence[91] ;
- 1993 :  prix du meilleur scénario décerné par la Chambre belge des experts en bande dessinée pour Les Mémoires troubles[53] ;
- 1997 :  prix de l'humour au festival international de la bande dessinée de Chambéry avec Curd Ridel pour la série Gowap[39] ;
- 2000 :  Bulle d'Or 2000 du meilleur scénario au festival de la Bulle d'Or de Brignais[26] ;
- 2004 :  prix du meilleur scénario décerné par la Chambre belge des experts en bande dessinée pour Prémonitions[92].

#### Livres
: document utilisé comme source pour la rédaction de cet article.
- Henri Filippini, Dictionnaire de la bande dessinée, Paris, Bordas, 1989, 731 p., ill. ; 27 cm (ISBN 2-04-018455-4, OCLC 1244909550, BNF 35065653, présentation en ligne), p. 32, 675.
- Jean-Louis Lechat, Un demi-siècle d’aventures t. 2 : 1970 - 1996, Bruxelles, Le Lombard, 5 décembre 1996, 224 p., ill. ; 31 cm (ISBN 280361233X, OCLC 37995939, BNF 37539082, présentation en ligne), p. 135, 152, 176, 178, 197, 201. .
- Jacques Fiérain, « Mythic », dans La BD à Bruxelles et en Brabant, Charleroi, Éd. l'Âge d'or, avril 2003, 144 p., ill. ; 31 cm (ISBN 9782960119664 et 2960119665, OCLC 470388171, présentation en ligne), p. 100. .
- Patrick Gaumer, « Gowap, Mythic », dans Dictionnaire mondial de la BD, Paris, Larousse, 2010, 953 p., ill. ; 27 cm (ISBN 978-2-0358-4331-9 et 2-0358-4331-6, OCLC 920924930, présentation en ligne), p. 388, 622. .
- Philippe Mellot, Michel Denni, Laurent Turpin et Isabelle Morzadec, Trésors de la bande dessinée : BDM 2021-2022 - Catalogue encyclopédique et Argus, Paris, Les Arènes, novembre 2020, 22e éd., 1700 p., ill. ; 23 cm (ISBN 9791037502582, OCLC 1240308146, présentation en ligne), p. 140, 259, 265, 295, 720, 723, 806, 817, 953, 1026, 1227, 1323. .

#### Périodiques
- Jean-Louis Lechat, « Les invités : Alpha une rude bouffée d'Eire », La Lettre - L'officiel de la bande dessinée, Dargaud, no 64,‎ mars - avril 2002, p. 38, 39, 44.
- Louis Cance, « Mythic », Hop !, Aurillac, AEMEGBD, no 98,‎ juin 2003 (ISSN 0768-9357).

#### Articles
- PH. G. et F. L. B, « Jigounov et Mythic, un duo improbable », Les Échos,‎ 13 juillet 2006 (lire en ligne, consulté le 22 juin 2022)
- Mythic (interviewé par Jean-Philippe de Vogelaere), « La province en bulles (7) Mythic n’a pas le blues de halloween : « Un mec qui reste crédible » », Le Soir,‎ 21 février 2009 (lire en ligne , consulté le 22 juin 2022)
- Francis Matthys, « Tu nous manqueras, Rubine », La Libre,‎ 7 mars 2011 (lire en ligne, consulté le 25 octobre 2022)
- Vincent Fifi, « Braine-l’Alleud: Rubine, femme flic et… un peu brainoise », L'Avenir,‎ 7 avril 2021 (lire en ligne ).
- Mythic et Nicolas Van de Walle (interviewés par Alexis Seny), « Interview fleuve avec Mythic et Nico autour de la seconde jeunesse de l’implacable Rubine: « Dans les 90’s, la femme-flic, célibataire, armée et dangereuse dépoussiérait l’image d’hôtesse de l’air devenue un rien bimbo » », Branchés Culture,‎ 28 mai 2024 (lire en ligne, consulté le 1er juillet 2024).

### Vidéographie
- Rubine, la séduisante flic rousse est de retour sur Qu4tre Liège Média, intervenants : Bruno Di Sano et Mythic, présentation : Françoise Bonivert, réalisation : Jeff Gysebergt , Léon Gaspari (2 min 42 s), 10 avril 2021 ;
- L'invité : Mythic - Scénariste de bande dessinée sur TV Com, présentation : Sylvain Guillaume, réalisation : Laurent Delferrière (9 min 58 s), 14 avril 2021.